# 豪快キャプテン
豪快キャプテン（ごうかいキャプテン）は、吉本興業（大阪本社）所属のお笑いコンビ。2019年結成。主によしもと漫才劇場で活動中。

## メンバー
べーやん （1994年10月2日 - ）（30歳）
- ボケ担当。立ち位置は向かって左[2]。
- 本名、川部 雄太（かわべ ゆうた）。
- NSC大阪校36期生。
- 広島県広島市出身。
- 趣味は映画鑑賞。
- 津軽三味線、バスケットボール、マリオカートが得意。
- コンビ結成以前は、セントビンセントというコンビを組んでいた[3]。
- 2024年2月、2022年に結婚して同年に第1子が誕生していたことを公表し、併せて先日第2子が誕生したことを報告した[4]。

山下 ギャンブルゴリラ（やました ギャンブルゴリラ、1988年7月16日 - ）（37歳）
- ツッコミ担当。立ち位置は向かって右[2]。
- 旧芸名：山下 真一郎（やました しんいちろう）
- NSC大阪校35期生。
- 兵庫県神戸市出身。身長174cm。
- 趣味はパチンコ、競馬。
- 特技は、辛いもので食べられないものがないことと、ハウスクリーニング。
- 「山下ギャンブルゴリラ」という名前の名付け親はニッポンの社長の辻[5]。
- 略して「ギャンゴリ」と呼ばれることが多い[6]。
- コンビ結成以前は、ダークニンゲンというコンビを組んでいた[7]。

## 来歴・概要
2019年5月27日に結成。2023年に第12回ytv漫才新人賞の決勝戦に初進出。また、ABCお笑いグランプリにも2021年に最終予選に選出されている。
また、結成当初からM-1グランプリに参加しており、2023年に初めて準決勝に進出した。
2025年4月、第60回上方漫才大賞にてM-1ファイナリストのバッテリィズ、ジョックロックらを抑え新人賞を受賞した。

## 賞レースでの戦績

### M-1グランプリ
| 年度             | 結果         | エントリー No. | 会場                       | 日程     | 備考         |
| ---------------- | ------------ | -------------- | -------------------------- | -------- | ------------ |
| 2019年（第15回） | 3回戦進出    | 1220           | 【大阪】よしもと漫才劇場   | 10月30日 |              |
| 2020年（第16回） | 2回戦進出    | 2211           | 【京都】よしもと祇園花月   | 10月28日 |              |
| 2021年（第17回） | 3回戦進出    | 2446           | 【大阪】よしもと漫才劇場   | 10月26日 |              |
| 2022年（第18回） | 準々決勝進出 | 1492           | 【大阪】なんばグランド花月 | 11月15日 | 1回戦3位通過 |
| 2023年（第19回） | 準決勝進出   | 1333           | 【東京】NEW PIER HALL      | 12月7日  | 1回戦シード  |
| 2024年（第20回） | 準決勝進出   | 5550           | 【東京】NEW PIER HALL      | 12月5日  | 1回戦シード  |

### その他
- 2020年 新人お笑い尼崎大賞 優秀賞
- 2021年 ABCお笑いグランプリ 最終予選進出
- 2023年 第12回 ytv漫才新人賞 決勝1stステージ敗退（第3位）
- 2024年 第59回 上方漫才大賞 新人賞ノミネート
- 2025年 第60回 上方漫才大賞 新人賞